# Cephaloscymnus zimmermanni
Cephaloscymnus zimmermanni is een keversoort uit de familie lieveheersbeestjes (Coccinellidae). De wetenschappelijke naam van de soort is voor het eerst geldig gepubliceerd in 1872 door Crotch.